# Cleistes paludosa
Cleistes paludosa é uma espécie de orquídea terrestre de folhas alternadas e flores grandes que abrem em sucessão, com raízes tuberosas delicadas, habitante da Guiana ao nordeste e centro-oeste do Brasil.